# Euproctis karghalica
Euproctis karghalica là một loài côn trùng trong họ Erebidae. Loài này được Moore miêu tả khoa học đầu tiên năm 1878.
Đây là loài gây hại phát triển phổ biến ở Uzbekistan.